# Lepthyphantes meillonae
Lepthyphantes meillonae är en spindelart som beskrevs av Denis 1953. Lepthyphantes meillonae ingår i släktet Lepthyphantes och familjen täckvävarspindlar.
Artens utbredningsområde är Frankrike. Inga underarter finns listade i Catalogue of Life.